# Станислав Шобер
Станѝслав Ю̀зеф Леоналд Шо̀бер (на полски: Stanisław Józef Leonard Szober) е полски езиковед полонист, славист и индоевропеист, педагог, професор във Варшавския университет, член на Полската академия на знанията и Варшавското научно дружество. Автор на научни трудове по полска граматика, култура на езика, методика за обучение, синтаксис. Смятан за един от пионерите на функционално-структурните подходи в полското езикознание.

## Трудове
- O podstawach psychicznych zjawisk językowych (1907)
- Gramatyka języka polskiego, cz. 1 – 3 (1914 – 16)
- Nauka pisowni we wzorach i ćwiczeniach (1922)
- Zarys językoznawstwa ogólnego (1924)
- Życie wyrazów, cz. 1 – 2 (1929 – 30)
- Słownik ortoepiczny: jak mówić i pisać po polsku (1937)
  - Słownik poprawnej polszczyzny (1948)
- Na straży języka; szkice z zakresu poprawności i kultury języka polskiego (1937)
- Wybór pism (1959)